# Loredana Dinu
Loredana Dinu (* 2. April 1984 in Craiova als Loredana Iordăchioiu) ist eine ehemalige rumänische Degenfechterin.

## Karriere
Loredana Dinu erzielte sämtliche internationalen Erfolge im Mannschaftswettbewerb. Bei Europameisterschaften gewann sie mit der Mannschaft 2006 in Izmir, 2008 in Kiew, 2011 in Sheffield und 2015 in Montreux jeweils den Titel, hinzu kommt jeweils ein weiterer zweiter und dritter Platz. 2010 in Paris und 2011 in Catania wurde sie mit der rumänischen Equipe Weltmeister. Zweimal nahm Dinu an Olympischen Spielen teil: 2012 in London erreichte sie gemeinsam mit Ana Maria Brânză, Simona Gherman und Anca Măroiu den siebten Platz. Bei den Olympischen Spielen 2016 in Rio de Janeiro zog sie mit der Mannschaft, die neben Dinu aus Simona Gherman, Ana Maria Popescu und Simona Pop bestand, nach Siegen gegen die Vereinigten Staaten und Russland ins Finale gegen China ein, das mit 44:38 gewonnen wurde.